# شركة بناء السفن الصينية
 كانت شركة صناعة بناء السفن الصينية (CSIC) واحدة من أكبر تكتلات بناء السفن في الصين ، والأخرى كانت شركة بناء السفن الصينية (CSSC). تم تشكيلها من قبل حكومة جمهورية الصين الشعبية في 1 يوليو 1999 من الشركات المنبثقة من شركة بناء السفن الصينية ، وهي مملوكة بنسبة 100 ٪ من قبل لجنة مراقبة وإدارة الأصول المملوكة للدولة (SASAC) لمجلس الدولة الصينية .  يقع مقر الشركة في بكين ، وتتولى شركة صناعة بناء السفن الصينية أنشطة بناء السفن في شمال وغرب الصين ، في حين تتعامل شركة الصين لبناء السفن (CSSC) مع تلك الموجودة في شرق وجنوب البلاد.
تم إدراج شركة صناعة بناء السفن الصينية ، الشركة الصينية لصناعة بناء السفن المحدودة ( CSICL ) ، في بورصة شنغهاي في عام 2008. ذراعها التجاري هو شركة الصين لبناء السفن وشركات الأوفشور الدولية المحدودة. 
طورت شركة صناعة بناء السفن الصينية 10 أقسام منتجات رئيسية: بناء السفن والهندسة البحرية ومحركات الديزل وبطاريات التخزين وتصنيع الهياكل الفولاذية الكبيرة وآلات الموانئ والشواحن التوربينية وآلات التبغ وعدادات الغاز وأنظمة توزيع الأتمتة.
يشمل نطاق العمل الرئيسي لـ شركة صناعة بناء السفن الصينية إدارة جميع الأصول المملوكة للدولة للشركة والشركات التابعة لها ، والاستثمار والتمويل المحليين والأجانب ، وإجراء البحوث العلمية وإنتاج المنتجات العسكرية ،  بشكل رئيسي للسفن الحربية ، وتصميم وإنتاج وإصلاح السفن المدنية المحلية والأجنبية ، المعدات البحرية وغيرها من المنتجات غير السفن ، أشكال مختلفة من التعاون الاقتصادي والتكنولوجي ، مقاولات المشاريع الجاهزة في الخارج ، تصدير العمالة ، مشاريع الإنتاج بمواد أجنبية ، مقاولات المشاريع الهندسية ، الإنشاءات الهندسية ، تشييد المباني و التثبيت ، والأعمال التجارية الأخرى المصرح بها.
في 26 نوفمبر 2019 ، اندمجت مجموعة بناء السفن مع شركة بناء السفن الصينية مرة أخرى لتشكيل شركة الصين لبناء السفن الجديدة.